# Stefano Papiri
Stefano Papiri (Roma, 14 novembre 1967) è un ex calciatore italiano, di ruolo centrocampista.

## Carriera
Ha giocato con il Cagliari e con la Spal in Serie B, categoria nella quale ha esordito a Modena il 4 gennaio 1987, nella partita Modena-Cagliari (1-0).
Oltre che con le squadre citate, ha giocato in Serie C anche con Vigor Lamezia, Casarano, Frosinone e Pistoiese.

## Palmarès

### Club

#### Competizioni nazionali
- Serie C1: 1

SPAL: 1991-1992